# 변수 변환
수학에서 변수 변환(變數變換, 영어: change of variables)은 하나 또는 여러 개의 항으로 이루어진 식을 하나의 변수 또는 식으로 바꾸는 과정으로, 대개 교과서에서는 치환이라고 부르며, 계산을 간단하고 유용하게 하거나 어떤 명제를 증명하기 위해 필요한 과정이다.

## 다항식에 대한 변수 변환
다항식의 변수를 다른 변수로 대신하는 기법은 다항 방정식의 근을 구하거나 다항식의 성질을 연구할 때 유용하다.
이러한 변수 변환의 한 가지 예는 다음과 같다. 다항식
{\displaystyle f(x)=x^{2}-1}
에 변수 변환
{\displaystyle x=2t+1}
를 적용하면
{\displaystyle f(2t+1)=(2t+1)^{2}-1=4t^{2}+4t}
가 된다.

### 무리 방정식의 풀이
이러한 기법의 한 가지 응용은 다음과 같다. 무리 방정식
{\displaystyle x+{\sqrt {x+1}}-1=0}
의 근을 구하는 과정에서, 변수 변환
{\displaystyle {\sqrt {x+1}}=t}
를 사용할 수 있다. 이를 대입하여 식을 다시 정리하면 이차 방정식
{\displaystyle t^{2}+t-2=0}
으로 전환된다. 이 이차 방정식의 근은 {\displaystyle t=1,-2}인데,
{\displaystyle t={\sqrt {x+1}}\geq 0}
이어야 하므로, {\displaystyle t=-2}는 무연근이다. 즉, {\displaystyle t=1}만을 취한다. 다시
{\displaystyle {\sqrt {x+1}}=1}
로부터 {\displaystyle x}를 풀면 원래의 무리 방정식의 근 {\displaystyle x=0}이 나온다.

### 상반 방정식의 풀이
상반 방정식의 풀이에서 자주 사용되는 변수 변환은
{\displaystyle x+{\frac {1}{x}}=t}
이다. 예를 들어, 4차 상반 방정식
{\displaystyle ax^{4}+bx^{3}+cx^{2}+bx+a\qquad (a\neq 0)}
은 양변을 {\displaystyle x^{2}}로 나누면
{\displaystyle ax^{2}+bx+c+{\frac {b}{x}}+{\frac {a}{x^{2}}}=0}
를 얻으며, 더 정리하면
{\displaystyle a\left(x^{2}+{\frac {1}{x^{2}}}\right)+b\left(x+{\frac {1}{x}}\right)+c=0}
을 얻는다. 위의 변수 변환은 이를
{\displaystyle a(t^{2}-2)+bt+c=0}
로 전환시키며, 이로부터 둘 이하의 {\displaystyle t\in (-\infty ,2]\cup [2,\infty )}를 푼 뒤, 다시
{\displaystyle t=x+{\frac {1}{x}}}
에 대입하여 얻는 둘 이하의 방정식으로부터 각각 둘 이하의 {\displaystyle x\neq 0}을 풀면, 원래의 상반 방정식의 넷 이하의 근을 얻는다.

### 다항식의 기약성의 판단
또 한 가지 응용은 다항식
{\displaystyle x^{6}+x^{5}+x^{4}+x^{3}+x^{2}+x+1}
이 기약 다항식인지를 판단하는 과정에서, 변수 변환
{\displaystyle x=y+1}
를 사용하는 것이다. 이 변수 변환은 기약 다항식의 기약성과 비기약성을 보존한다. 그러면 이 다항식은 7-아이젠슈타인 다항식
{\displaystyle y^{6}+7y^{5}+21y^{4}+35y^{3}+35y^{2}+21y+7}
로 전환되므로, 전환된 다항식은 기약 다항식이며, 따라서 원래의 다항식 역시 기약 다항식이다.

## 적분에서의 변수 변환

### 정적분의 변수 변환
정적분
{\displaystyle \int _{a}^{b}f(x)dx}
의 계산에서, 직접적인 계산보다 치환 적분을 통한 계산이 더 간편할 때가 많다. 이 경우에 변수 변환
{\displaystyle x=x(t)}
을 적용한 결과는
{\displaystyle \int _{x^{-1}(a)}^{x^{-1}(b)}f(x(t)){\frac {dx}{dt}}dt}
이다.
한 가지 구체적인 예는 다음과 같다.
{\displaystyle \int _{1}^{2}{\frac {\ln x}{x}}dx=\int _{0}^{\ln 2}tdt={\frac {1}{2}}\ln ^{2}2}
여기서 사용한 변수 변환은
{\displaystyle x=e^{t}}
이다.
그 밖에도 삼각 치환 · 쌍곡 치환 · 바이어슈트라스 치환 · 오일러 치환이 사용된다.

### 중적분의 변수 변환
중적분
{\displaystyle \iint \cdots \int _{D}f(x_{1},\dots ,x_{n})dx_{1}\cdots dx_{n}}
을 변수 변환
{\displaystyle x_{1}=x_{1}(t_{1},\dots ,t_{n})}
{\displaystyle \vdots }
{\displaystyle x_{n}=x_{n}(t_{1},\dots ,t_{n})}
에 의하여 계산하는 공식은
{\displaystyle \iint \cdots \int _{D}f(x_{1},\dots ,x_{n})dx_{1}\cdots dx_{n}=\iint \cdots \int _{x^{-1}(D)}f(x_{1}(t_{1},\dots ,t_{n}),\dots ,x_{n}(t_{1},\dots ,t_{n}))\left|\det {\frac {\partial (x_{1},\dots ,x_{n})}{\partial (t_{1},\dots ,x_{n})}}\right|dt_{1}\cdots dt_{n}}
이다.
한 가지 예는 다음과 같다.
{\displaystyle \;\iint \limits _{x^{2}+y^{2}\leq 9}x^{2}+y^{2}dxdy=\iint \limits _{{0\leq r\leq 3} \atop {0\leq \theta \leq 2\pi }}r^{3}drd\theta =\int _{0}^{3}r^{3}dr\int _{0}^{2\pi }d\theta ={\frac {81}{2}}\pi }
여기서 사용한 변수 변환은 극좌표 변환
{\displaystyle x=r\cos \theta }
{\displaystyle y=r\sin \theta }
이다.

## 같이 보기
- 대입

## 참고 문헌
- 丘维声 (2003년 8월). 《高等代数. 下册》 (중국어) 2판. 北京: 高等教育出版社. ISBN 978-7-04-011877-3.